# Prix Ho-Am de médecine
Le prix Ho-Am en médecine a été créé en 1990 par Kun-Hee Lee, le président de Samsung, en l'honneur de l'ancien président, Byung-chull Lee, le fondateur de cette société. Le prix Ho-Am en médecine est l'un des six prix décernés annuellement, couvrant les cinq catégories de sciences, ingénierie, médecine, arts et service communautaire, plus un prix spécial, nommé d'après le sobriquet du défunt président, Ho-Am. Le prix Ho-Am en médecine est décerné chaque année, avec les autres prix, à des personnes d'origine coréenne qui ont contribué au bien-être de l'humanité grâce à des réalisations remarquables dans le domaine de la médecine.

## Récipiendaires
- 1991: Young-Kyoon Kim
- 1992: Ho-Wang Lee
- 1993: Sa-Suk Hong
- 1994: Waun Ki Hong
- 1995: Chung-Yong Kim
- 1996: Young-Shik Kim
- 1997: D. Wonkyu Choi
- 1998: Byung Pal Yu
- 1999: Chil-Yong Kang
- 2000: Ji-Won Yoon
- 2001: Andrew Ho Kang
- 2002: Seong Jin Kim
- 2003: Sung Wan Kim
- 2004: Stuart K. Kim
- 2005: Kyu-Won Kim
- 2006: Yongwon Choi
- 2007: Charles D. Surh
- 2008: Charles Lee[2]
- 2009: V. Narry Kim
- 2010: William C. Hahn
- 2011: Augustine M.K. Choi
- 2012: Jae Ung Jung
- 2013: Se-Jin Lee
- 2014: Seung K. Kim
- 2015: Sunghoon Kim
- 2016: Larry W. Kwak
- 2017: Paik Soon-myung

## Sources
Ho-Am Foundation